# Elaphoglossum aspidiolepis
Elaphoglossum aspidiolepis är en träjonväxtart som först beskrevs av Bak., och fick sitt nu gällande namn av Carl Frederik Albert Christensen. Elaphoglossum aspidiolepis ingår i släktet Elaphoglossum och familjen Dryopteridaceae. Inga underarter finns listade.